# عفنة
العفنة (الاسم العلمي: Mucor) هو جنس من الفطريات يتبع الفصيلة العفنية من رتبة العفنيات  

## أنواع العفنة
- عفنة إبرية
- عفنة إبريقي الشكل
- عفنة أجمية
- عفنة أدرياتيكية
- عفنة أرضية
- عفنة أسامية
- عفنة أسطوانية الأبواغ
- عفنة ألبية
- عفنة أليفة الحرارة
- عفنة أنبوبية
- عفنة أوكرانية
- عفنة باكستانية
- عفنة بوهيمية
- عفنة بيضوية
- عفنة ثلاثية التوائم
- عفنة ثنائية التفرع
- عفنة ثنائية الشقوق
- عفنة جاوية
- عفنة جنوبية
- عفنة جنيفية
- عفنة حرجية
- عفنة حزازانية
- عفنة حويصلية
- عفنة خليوية
- عفنة خيمية
- عفنة رصاصية
- عفنة رقيقة
- عفنة رمامية
- عفنة رئدية
- عفنة زعفرانية
- عفنة سوداء
- عفنة سوداء النقط
- عفنة شيبينية
- عفنة صغيرة
- عفنة صغيرة الرأس
- عفنة صفراء
- عفنة صفراء
- عفنة صقيعية
- عفنة صلبة
- عفنة صينية
- عفنة طفيلية
- عفنة طوروسية
- عفنة عصارية
- عفنة عطرية
- عفنة عظيمة الأبواغ
- عفنة عظيمة الثمار
- عفنة غاريقونية
- عفنة غبساء الساق
- عفنة غير متساوية
- عفنة فضية
- عفنة قرمزية
- عفنة قزمة
- عفنة قصيرة الساق
- عفنة كبيرة
- عفنة كبيرة الأبواغ
- عفنة كبيرة الثمار
- عفنة كرمية
- عفنة كروية الأبواغ
- عفنة كروية الرأس
- عفنة مائلة
- عفنة مبيضة
- عفنة متبدلة
- عفنة متجذرة
- عفنة متعددة الأبواغ
- عفنة متلألئة
- عفنة متوسطة
- عفنة مجاورة
- عفنة مجهرية
- عفنة مخططة
- عفنة مستطيلة الأبواغ
- عفنة مفصلية
- عفنة منشورية
- عفنة منعكسة
- عفنة مهملة
- عفنة مولرية
- عفنة نرويجية
- عفنة نطاقية
- عفنة هندية
- عفنة وردية
- عفنة يابانية